# ビジネスズームアップ
『ビジネスズームアップ』は、1988年4月から2002年3月31日までTBSで放送された経済関連の情報番組である。

## 概要
独自の技術や創意工夫で元気に営業している、全国津々浦々の中小企業を紹介していた番組で、経済産業省、中小企業庁、中小企業総合事業団（現・中小企業基盤整備機構）、電通が企画者として名を連ねていた。スポンサーは中小企業庁が務めた。
中小企業総合事業団企画のこのテーマの番組は、テレビ東京の『企業未来!チャレンジ21』へと引き継がれた。
局によっては、都合でネット局のCBCが送り出し局であったケースもある。

## 出演者
- ナレーション：桝井論平
- リポーター：八代ありこ、河合亜美、鈴木正幸、内藤聡子、松野芳子、吉岡小夏ほか

## 企画制作
- 企画：経済産業省、中小企業庁、中小企業総合事業団、電通（青山和敬、梅田創）
- 制作：TBSビジョン

## 主な放送時間
- 毎週土曜 7:15 - 7:30 （1988年4月 - 1990年3月）
- 毎週土曜 7:30 - 7:45 （1990年4月 - 1992年3月28日）
- 毎週日曜 7:00 - 7:15 （1992年4月5日 - 1996年3月31日）
- 毎週日曜 6:15 - 6:30 （1996年4月7日 - 1996年9月29日）
- 毎週日曜 7:00 - 7:15 （1996年10月6日 - 2000年3月26日）
- 毎週土曜 7:00 - 7:15 （2000年4月1日 - 2001年3月24日）
- 毎週日曜 6:00 - 6:15 （2001年4月1日 - 2002年3月31日）

## ネット局
系列はネット終了時点のもの。
| 放送対象地域   | 放送局             | 系列                          | 備考                                                 |
| -------------- | ------------------ | ----------------------------- | ---------------------------------------------------- |
| 関東広域圏     | 東京放送           | TBS系列                       | 製作局 現・TBSテレビ                                 |
| 北海道         | 北海道放送         | TBS系列                       |                                                      |
| 青森県         | 青森テレビ         | TBS系列                       |                                                      |
| 岩手県         | 岩手放送           | TBS系列                       | 現・IBC岩手放送                                      |
| 宮城県         | 東北放送           | TBS系列                       | [ 1 ]                                                |
| 秋田県         | 秋田放送           | 日本テレビ系列                |                                                      |
| 山形県         | 山形放送           | 日本テレビ系列 テレビ朝日系列 | 1989年9月まで                                        |
| 山形県         | テレビユー山形     | TBS系列                       | 1989年10月開局から                                   |
| 福島県         | テレビユー福島     | TBS系列                       |                                                      |
| 新潟県         | 新潟放送           | TBS系列                       | [ 1 ]                                                |
| 富山県         | 北日本放送         | 日本テレビ系列                | 1990年9月30日まで                                    |
| 富山県         | チューリップテレビ | TBS系列                       | 1990年10月開局から 1992年9月までは『テレビユー富山』 |
| 石川県         | 北陸放送           | TBS系列                       |                                                      |
| 福井県         | 福井放送           | 日本テレビ系列                | [ 5 ]                                                |
| 山梨県         | テレビ山梨         | TBS系列                       |                                                      |
| 長野県         | 信越放送           | TBS系列                       |                                                      |
| 静岡県         | 静岡放送           | TBS系列                       |                                                      |
| 中京広域圏     | 中部日本放送       | TBS系列                       | 現・CBCテレビ                                        |
| 近畿広域圏     | 毎日放送           | TBS系列                       |                                                      |
| 島根県・鳥取県 | 山陰放送           | TBS系列                       |                                                      |
| 岡山県・香川県 | 山陽放送           | TBS系列                       | 現・RSK山陽放送                                      |
| 広島県         | 中国放送           | TBS系列                       |                                                      |
| 山口県         | テレビ山口         | TBS系列                       |                                                      |
| 徳島県         | 四国放送           | 日本テレビ系列                |                                                      |
| 愛媛県         | 南海放送           | 日本テレビ系列                | 1992年9月まで                                        |
| 愛媛県         | 伊予テレビ         | TBS系列                       | 現・あいテレビ 1992年10月開局から                    |
| 高知県         | テレビ高知         | TBS系列                       |                                                      |
| 福岡県         | RKB毎日放送        | TBS系列                       |                                                      |
| 長崎県         | 長崎放送           | TBS系列                       |                                                      |
| 熊本県         | 熊本放送           | TBS系列                       |                                                      |
| 大分県         | 大分放送           | TBS系列                       |                                                      |
| 宮崎県         | 宮崎放送           | TBS系列                       |                                                      |
| 鹿児島県       | 南日本放送         | TBS系列                       |                                                      |
| 沖縄県         | 琉球放送           | TBS系列                       |                                                      |